# Новопокровка (Курманський район)
Новопокро́вка (до середини XIX століття — Бузавчи, крим. Buzavçı) — село Курманського району Автономної Республіки Крим.